# Almir Sater
Almir Sater (Campo Grande, 14 novembre 1956) è un cantante, musicista e attore brasiliano.
Suona chitarra e violino.

## Biografia
Laureatosi in legge presso un'università privata di Rio, Almir Sater ha formato con un amico immediatamente dopo, nel 1980, il duo musicale Lupe e Lampao ("Lupe" è da sempre il soprannome di Almir), scioltosi però quasi subito. L'anno successivo ha pubblicato il suo primo album da solista, Estradeiro, composto da canzoni in stile sertanejo. Successivamente Sater esplorerà anche la MPB, il country, il folk e il blues, oltre a incidere due dischi di musica strumentale. Nel 1989 ha partecipato al Free Jazz Festival, esibendosi accanto ad artisti di fama internazionale, e cantato a Nashville, a tutt'oggi unico brasiliano a essere stato invitato nella capitale musicale del country. Nel 2019 ha vinto un Latin Grammy insieme a Renato Teixeira, nella categoria dei migliori album in lingua portoghese, col loro disco + AR. 
Come attore, Sater ha svolto il ruolo principale nel film As Bellas de Billings, sua unica prova per il grande schermo, e preso parte ad alcune telenovelas, tra cui Pantanal  (dove inoltre è ascoltabile il suo brano Chalana) e A História de Ana Raio e Zé Trovão (dove ha impersonato il protagonista); nel 2021 è stato inserito nel cast del remake di Pantanal, insieme al figlio Gabriel, che ha intrapreso gli stessi percorsi artistici.

## Vita privata
Dal suo matrimonio con Selene Albuquerque, terminato con un divorzio, è nato Gabriel Sater. Almir ha poi sposato Ana Paula Marques e con lei ha generato altri due figli maschi, Ian e Bento, entrambi membri della rockband Suburbia.

## Discografia
- Estradeiro (1981)
- Doma (1982)
- Almir Sater Instrumental (1985)
- Cria (1986)
- Rasta Bonito (1989)
- Instrumental Dois (1989)
- Almir Sater Ao Vivo (1992)
- Terra de Sonhos (1994)
- Almir Sater no Pantanal (1996)
- Caminhos Me Levem (1997)
- 7 Sinais (2007)
- - AR (con Renato Teixeira, 2015)
- + AR (com Renato Teixeira, 2018)

## Filmografia parziale

### Televisione
- Pantanal (1990)
- A História de Ana Raio e Zé Trovão (1991)

### Cinema
- As Bellas de Billings (1987)